# Agelescape livida
Espèce
Synonymes
- Agelena livida Simon, 1875

Agelescape livida est une espèce d'araignées aranéomorphes de la famille des Agelenidae.

## Distribution
Cette espèce se rencontre dans le bassin méditerranéen.

## Description
Le mâle mesure 8,5 mm et les femelles de 8,4 à 9,2 mm.

## Publication originale
- Simon, 1875 : Les arachnides de France. Paris, vol. 2, p. 1-350.